# Phố Hàng Đường

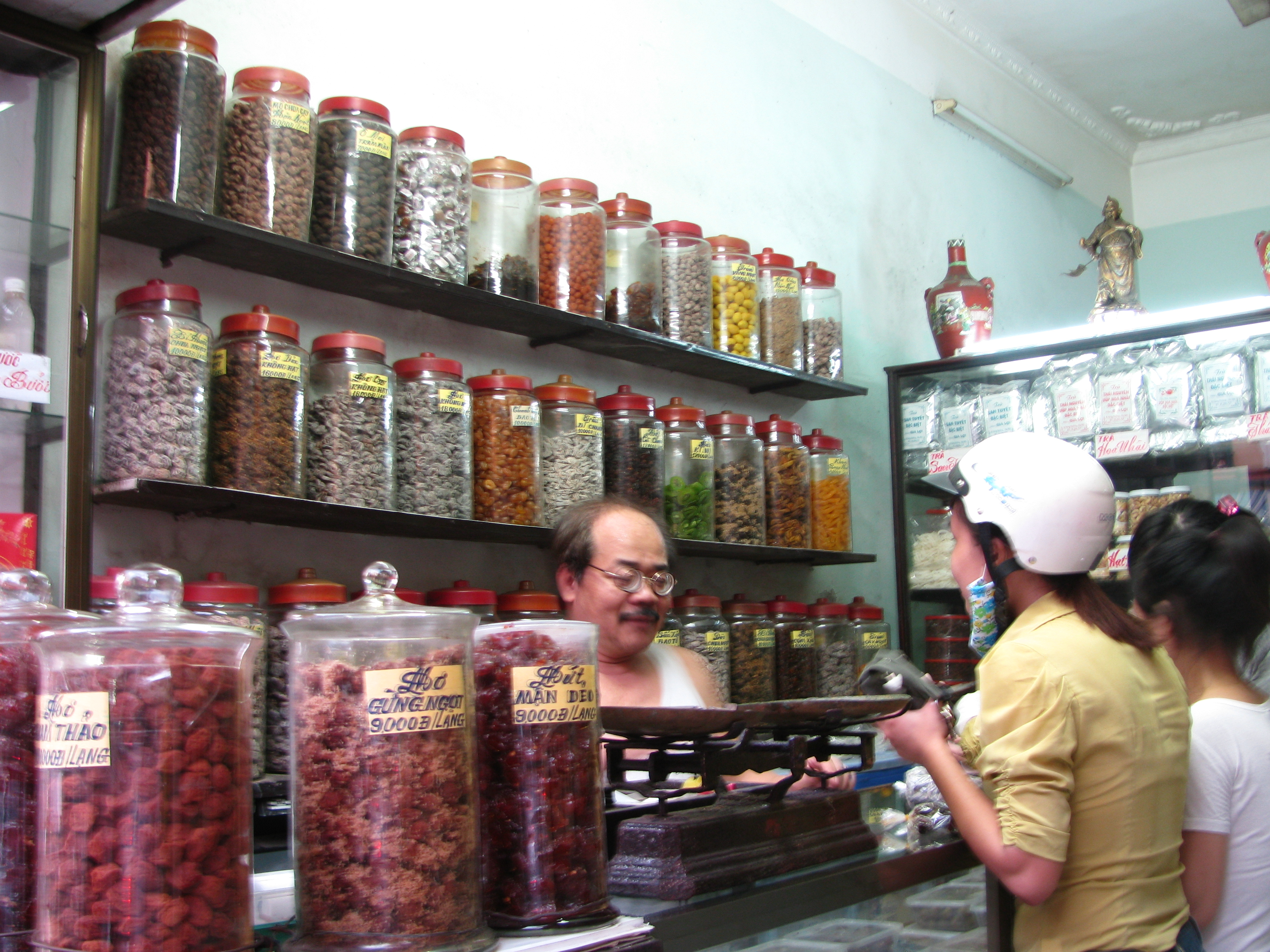
Một cửa hàng bán ô mai truyền thống trên phố Hàng Đường

Phố Hàng Đường (行糖) là một phố trong khu phố cổ Hà Nội, chạy theo hướng bắc - nam, đầu phía nam nối vào phố Hàng Ngang, đầu phía bắc nối vào phố Đồng Xuân. Cắt ngang phố có phố Hàng Cá và Ngõ Gạch.
Tên phố có nguồn gốc từ các mặt hàng kẹo bánh và các sản phẩm làm từ đường, mật.

## Lịch sử
Phố Hàng Đường là một con đê có từ trước thế kỉ 15, nằm trên địa bàn thôn Đông Hoa Nội và Hậu Đông Hoa Môn (sau nhập lại thành Đức Môn) và Vĩnh Thái (sau đổi là Vĩnh Hanh), tổng Hậu Túc, huyện Thọ Xương, thành Thăng Long. Phố ngày nay thuộc phường Hàng Đào, quận Hoàn Kiếm. Trước kia sông Tô Lịch chạy qua khu vực này, có một cây cầu đá bắc ngang qua gọi là Cầu Đông, nay cầu đã mất nhưng vẫn còn tên gọi qua ngôi chùa Cầu Đông. Trên phố có một chợ cạnh cầu gọi là chợ Cầu Đông, sau dời đến phố Đồng Xuân nên gọi là chợ Đồng Xuân.
Thời Pháp thuộc, phố có tên là Rue du Sucre, đường xe điện bánh sắt Bờ hồ - Đồng Xuân chạy qua phố.
Hiện nay phố là đường một chiều theo chiều từ Hàng Ngang đến Đồng Xuân. Phố nằm trong tuyến phố đi bộ vào các buổi tối cuối tuần.

## Đặc trưng
Xưa kia hàng hóa đặc trưng của phố là các loại bánh kẹo, hàng làm từ mật, đường mía, đường phèn. Đường phèn từ Quảng Ngãi, đường mật mía từ các vùng qua tay lái buôn rồi đem đến phố bán lẻ hoặc chế biến thành các loại bánh kẹo. Những tháng tấp nập nhất là trước Tết và Rằm trung thu.
Ngày nay tại phố Hàng Đường vẫn còn nhiều cửa hàng bán mứt kẹo, đặc biệt là ô mai ngon có tiếng.

## Di tích
- Chùa Cầu Đông, tên cũ là chùa Đức Môn, số 38 Hàng Đường. Trong chùa ngoài tượng Phật còn có tượng Trần Thủ Độ và Trần Thị Dung
- Đình Đức Môn ở cạnh chùa Cầu Đông, thờ Ngô Văn Long, một vị tướng thời Hùng Vương
- Đình Vĩnh Hanh, số 19B Hàng Đường. Đình xưa tầng dưới để buôn bán, bên trên để thờ, ngày nay không còn